# Karta kierowcy

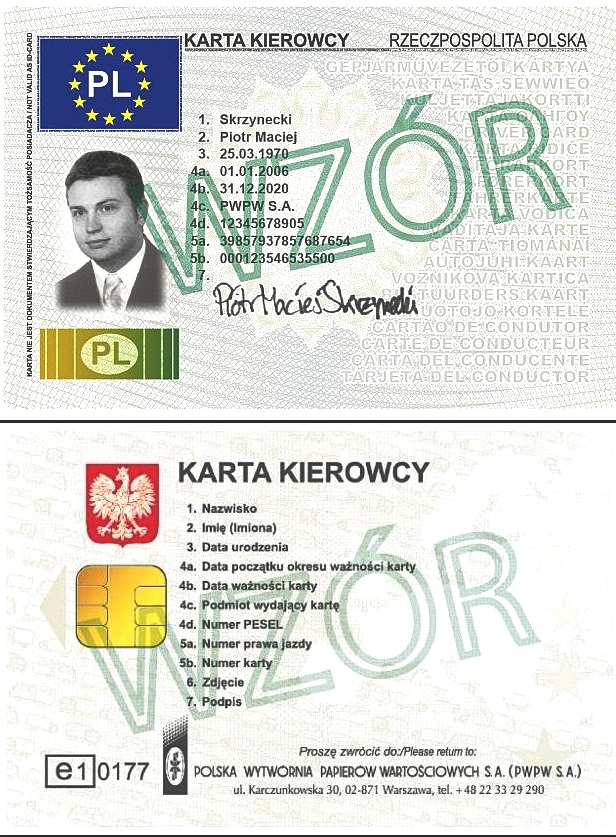
Wzór polskiej karty kierowcy

Karta kierowcy – dokument używany w transporcie drogowym.
Rozporządzenie Rady (WE) nr 2135/98 z dnia 24 września 1998 r. zmieniające rozporządzenie (EWG) nr 3821/85 w sprawie urządzeń rejestrujących stosowanych w transporcie drogowym oraz dyrektywę 88/599/EWG dotyczącą stosowania rozporządzeń (EWG) nr 3820/85 i (EWG) nr 3821/85 umożliwiło zalegalizowanie wykorzystania do zapisu aktywności tachografów cyfrowych oraz kart mikroprocesorowych. Karty chipowe są kartami ścisłego zarachowania. Nie ma możliwości posiadania dwóch kart przez jednego kierowcę. Kierowcy, któremu nie wydano karty, nie wolno wykonywać przewozów pojazdami wyposażonymi w tachograf cyfrowy. Po 1 maja 2006 r. wszystkie nowo zarejestrowane pojazdy ciężarowe są wyposażone w tachograf. Rozporządzenie Parlamentu Europejskiego i Rady (UE) nr 165/2014 z dnia 4 lutego 2014 r. w sprawie tachografów stosowanych w transporcie drogowym i uchylające rozporządzenie Rady (EWG) nr 3821/85 uchyliło wyżej wymieniony akt. W Polsce kwestie związane z kartami do tachografu reguluje ustawa z dnia 5 lipca 2018 r. o tachografach (Dz.U. z 2024 r. poz. 1037).

## Rodzaje kart do tachografów cyfrowych
- Karta kierowcy – w celu zapisu aktywności kierowcy,
- Karta warsztatowa – wykorzystywana w celu serwisu tachografu. Jest to karta imienna i zabezpieczona pinem,
- Karta przedsiębiorcy – wykorzystywana przez firmy transportowe w celu zabezpieczenia dostępu do danych firmy zapisanych w tachografie,
- Karta kontrolna – wykorzystywana jest przez organy kontrolne w celu pobierania danych i kontroli aktywności kierowcy.

## Uzyskanie karty kierowcy
W celu uzyskania wyżej wymienionych kart każda z zainteresowanych stron musi wystąpić ze stosowanym wnioskiem do Polskiej Wytwórni Papierów Wartościowych. Karta kierowcy jest wydawana na okres 5 lat. Do wniosku należy dołączyć:
- kopia awersu i rewersu prawa jazdy,
- zdjęcie kierowcy,
- kopia uiszczenia opłaty za wydanie karty.

## Pobieranie danych z karty kierowcy i tachografu cyfrowego
Do 2018 r. pobieranie danych regulowało rozporządzenie Ministra Transportu z dnia 23 sierpnia 2007 r. w sprawie częstotliwości pobierania danych z tachografów cyfrowych i kart kierowców (Dz.U. z 2007 r. nr 159, poz. 1128). Przedsiębiorca miał obowiązek pobierać dane i przechowywać je w oryginalnym formacie przez 12 miesięcy od daty ich zapisania w tachografie cyfrowym lub karcie kierowcy.
1. Pobieranie danych z tachografu cyfrowego
  - co najmniej raz na 90 dni
  - natychmiast:
    - przed trwałym lub okresowym przekazaniem pojazdu innemu podmiotowi;
    - w sytuacji awarii lub gdy wadliwe funkcjonowanie tachografu uniemożliwia pobranie zarejestrowanych danych;
    - w przypadku wycofania pojazdu wyposażonego w tachograf z użytkowania.

  - w wyznaczonym terminie na żądanie administracji publicznej lub uprawnione podmioty.
2. Pobieranie danych z karty kierowcy
  - co najmniej raz na 28 dni
  - przed terminem ustania umowy o pracę,
  - przed terminem ustania umowy o dzieło,
  - w przypadku utraty ważności karty kierowcy,
  - w wyznaczonym terminie na żądanie administracji publicznej lub uprawnionych podmiotów.

## Uszkodzenie, zniszczenie wykresówki lub karty kierowcy

### W razie uszkodzenia lub wadliwego funkcjonowania tachografu
Przedsiębiorca ma obowiązek zlecić uprawnionemu instalatorowi lub warsztatowi jego naprawę, jak tylko okoliczności na to pozwolą w okresie tygodnia od awarii.
Kierowca w tym przypadku zaznacza na wykresówce (wykresówkach) informacje o aktywności, które nie były rejestrowane oraz dane umożliwiające ich identyfikację: imię, nazwisko, podpis.

### Niesprawność karty kierowcy
1. Na początku trasy sporządza wydruk prowadzonego pojazdu i wypisuje dane kierowcy: nazwisko, numer karty pojazdu lub prawo jazdy wraz z podpisem oraz okresy aktywności.
2. Na koniec trasy drukuje dane zapisane przez tachograf podczas dnia pracy, zapisuje okresy swojej aktywności niezapisane przez tachograf i wypisuje dane kierowcy: nazwisko, numer karty pojazdu lub prawo jazdy wraz z podpisem.

Kierowca może jeździć bez karty kierowcy maksymalnie 15 dni kalendarzowych, również 15 dni ma kierowca na odnowienie karty kierowcy, jeśli jej ważność upływa.